# Abraham Falcón García
Abraham Falcón García (Coracora, 16 de marzo de 1924 -Lima, 2 de diciembre de 2016) fue un lutier peruano fabricante de guitarras clásicas. Aunque desde muy joven su vida se centró en las actividades agrícolas de su familia, mostró un temprano interés por la artesanía y la técnica que lo llevó a fabricar la primera "guitarra de Falcón" en 1946, utilizando un trozo de madera seca de hermosa veta que accidentalmente había encontrado cerca del río Palpa que, a pesar de ser su trabajo inicial, resultó en un instrumento muy bien construido y de muy buen sonido.
Su empresa, Guitarras Falcón, está ahora ubicada en Lima. Durante sus 70 años de carrera como lutier, logró varios premios y reconocimientos técnicos, incluido el tercer lugar en el Concurso Mundial de Lutiers de Guitarra Clásica en París en 1987 (XV Rencontres Internacionales de la Guitare)

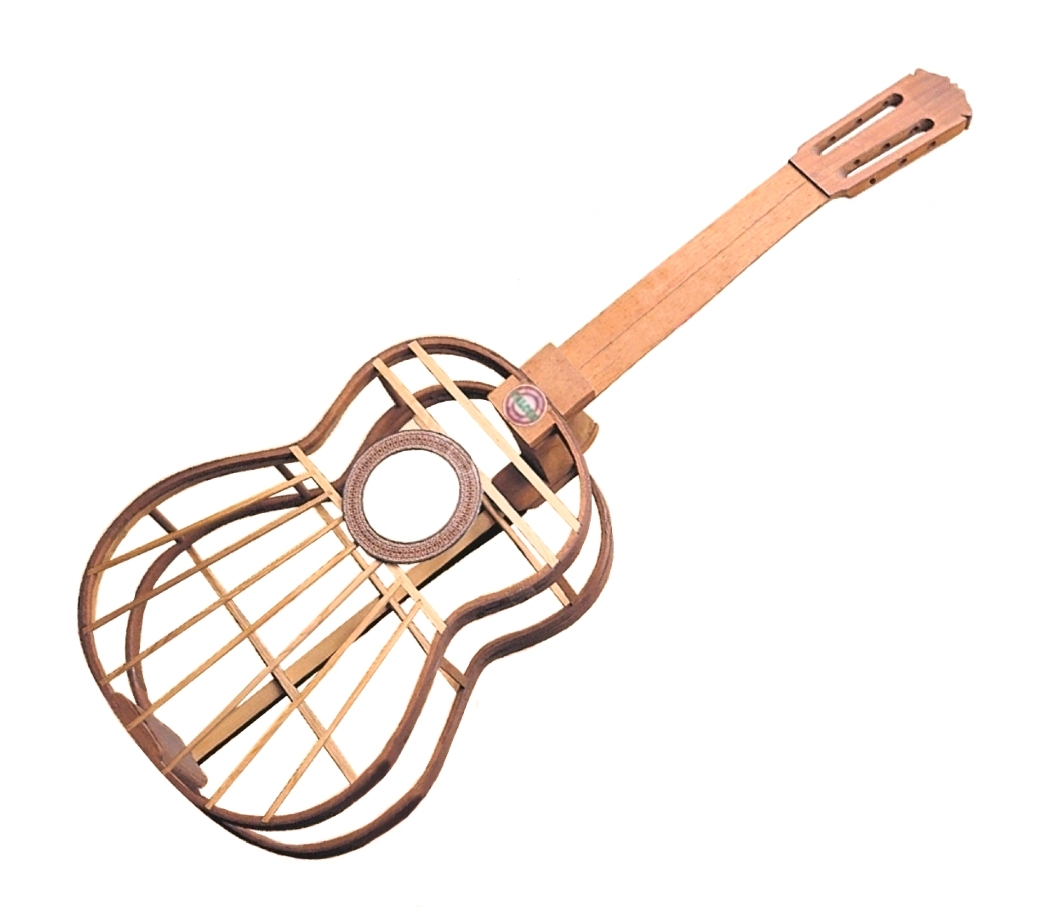
Estructura interna patentada de una guitarra Falcón.

Es considerado el lutier peruano más importante del siglo XX. Las guitarras de Falcón han sido utilizadas por muchos guitarristas clásicos de renombre en todo el mundo, así como por artistas Andinos y Criollos en Perú.
La marca registrada de Falcón se establece en el original diseño del esqueleto o estructura de la guitarra que tiene un sistema de refuerzo de abanico único. Este diseño fue registrado en el registro de patentes como Innovación Estructural para la Guitarra Clásica Peruana de Concierto  en 2009. 
Todos los cuerpos de sus guitarras de concierto están elaborados de palisandro indio; las tapas están hechas principalmente de abeto europeo y los diapasones están hechos de ébano africano. Esta característica de los materiales, unida a su peculiaridad estructural, produce un instrumento único, sólido, compacto y con un sonido muy limpio.
Falcón murió en diciembre de 2016, dejando a sus hijos y nietos como sucesores de su arte de fabricación, uno de los más importantes de Latinoamérica.